# Lakhdaria
Lakhdaria (em árabe: الأخضرية) é uma cidade e comuna localizada na província de Bouira, Argélia. Segundo o censo de 2008, a população total da cidade era de 59 746 habitantes.

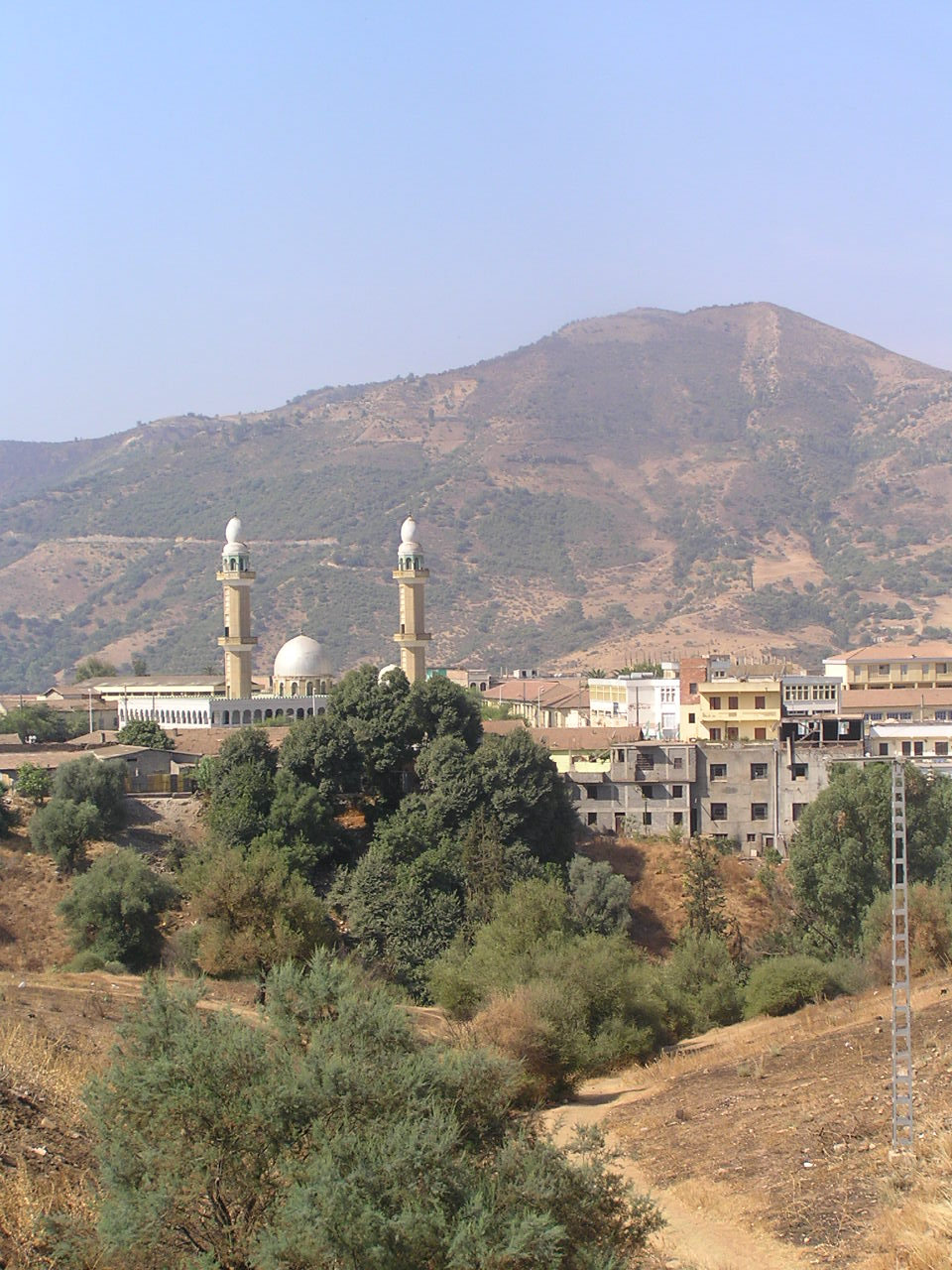
Minaretes na cidade